# Ogijima
Ogijima (japanisch 男木島) oder auch Ogishima ist eine Insel in der japanischen Seto-Inlandsee innerhalb der Präfektur Kagawa. Administrativ gehört sie zur Stadt Takamatsu.

## Geographie

### Lage und Topographie
Ogijima liegt nordöstlich der größeren Nachbarinsel Megijima und etwa 7 km nördlich des Hafens von Takamatsu. Zusammen mit Megijima bildet sie die Gruppe der Shiyū-Inseln (雌雄島). Ogijima hat eine Fläche von 1,37 km² bei einem Umfang von 5,0 km. Die höchste Erhebung ist der Komiyama mit einer Höhe von 212,8 m. Südlich davon befindet sich der Zukkoyama, der eine Höhe von 185 m aufweist. Die Insel hat nur wenige flache Stellen.
Ogijima liegt innerhalb des 1934 gegründeten Setonaikai-Nationalparks.

### Demographie
Im Jahr 2020 lag die Einwohnerzahl bei 132 und war damit wie auf vielen Inseln der Seto-Inlandsee stark rückläufig gegenüber einer Zahl von 313 Einwohnern im Jahr 1995.
| Jahr          | 1995 | 2000 | 2005 | 2010 | 2015 | 2020 |
| ------------- | ---- | ---- | ---- | ---- | ---- | ---- |
| Einwohnerzahl | 313  | 248  | 189  | 162  | 148  | 132  |

## Geschichte
Während der Edo-Zeit war Ogijima zusammen mit Megijima und Naoshima Teil des Shōgunat-Gebiets „Naoshima-3-Inseln“ (直島3島).
Die Insel wurde 1872 in den Landkreis Kagawa-gun (香川郡) eingemeindet, welcher 1956 administrativ mit der Stadt Takamatsu fusionierte.

## Kultur und Sehenswürdigkeiten
Der Ogijima-Leuchtturm befindet sich auf der Nordseite der Insel an der Bisan-Straße. Hier verkehren täglich etwa 700 Schiffe, was nach der Akashi-Straße dem zweithöchsten Schiffverkehrsaufkommen Japans entspricht. Der aus Granit gebaute Leuchtturm hat eine Höhe von 12,4 m und ging 1895 in Betrieb. Seit 1987 ist der Leuchtturm unbemannt und der ehemalige Wohnsitz des Personals wurde in ein Museum umgewandelt. Der Ogijima-Leuchtturm war einer von zehn Leuchttürmen, die Drehorte des Films Yorokobi mo Kanashimi mo Ikutoshitsuki von 1957 waren, welcher die fiktive Geschichte einer Leuchtturmwärterfamilie erzählte.
Ein von der Stadt Takamatsu ausgewiesenes Naturdenkmal ist der „Panzerfels“. Zudem gibt es auf der Insel die Jii-Höhle, die mit dem Oni aus der Legende von Momotarō in Zusammenhang gebracht wird. Im Südosten von Ogijima befindet sich der Ōi-Badestrand, der mit sanitären Anlagen ausgestattet ist.
Ein Shintō-Schrein auf der Insel ist der Toyotamahime-Schrein.
Ogijima nimmt alle drei Jahre an der Setouchi Triennale (瀬戸内国際芸術祭) teil, einem internationalen Kunstfestival, das der Wiederbelebung der Region dient.
Die Insel diente als Vorlage für die fiktive Insel des Romans Battle Royale, der 2000 verfilmt wurde und auch als Manga erschien.

## Verkehr
Eine Fähre verkehrt sechsmal täglich zwischen Ogijima, Megijima und Takamatsu. Die Fahrzeit nach Megijima und von dort nach Takamatsu beträgt jeweils etwa 20 Minuten. Der Ogi-Hafen befindet sich im Südwesten der Insel. Er wird seit 1963 von der Stadt Takamatsu verwaltet. Im Südosten der Insel gibt es einen Fischereihafen.

## Galerie

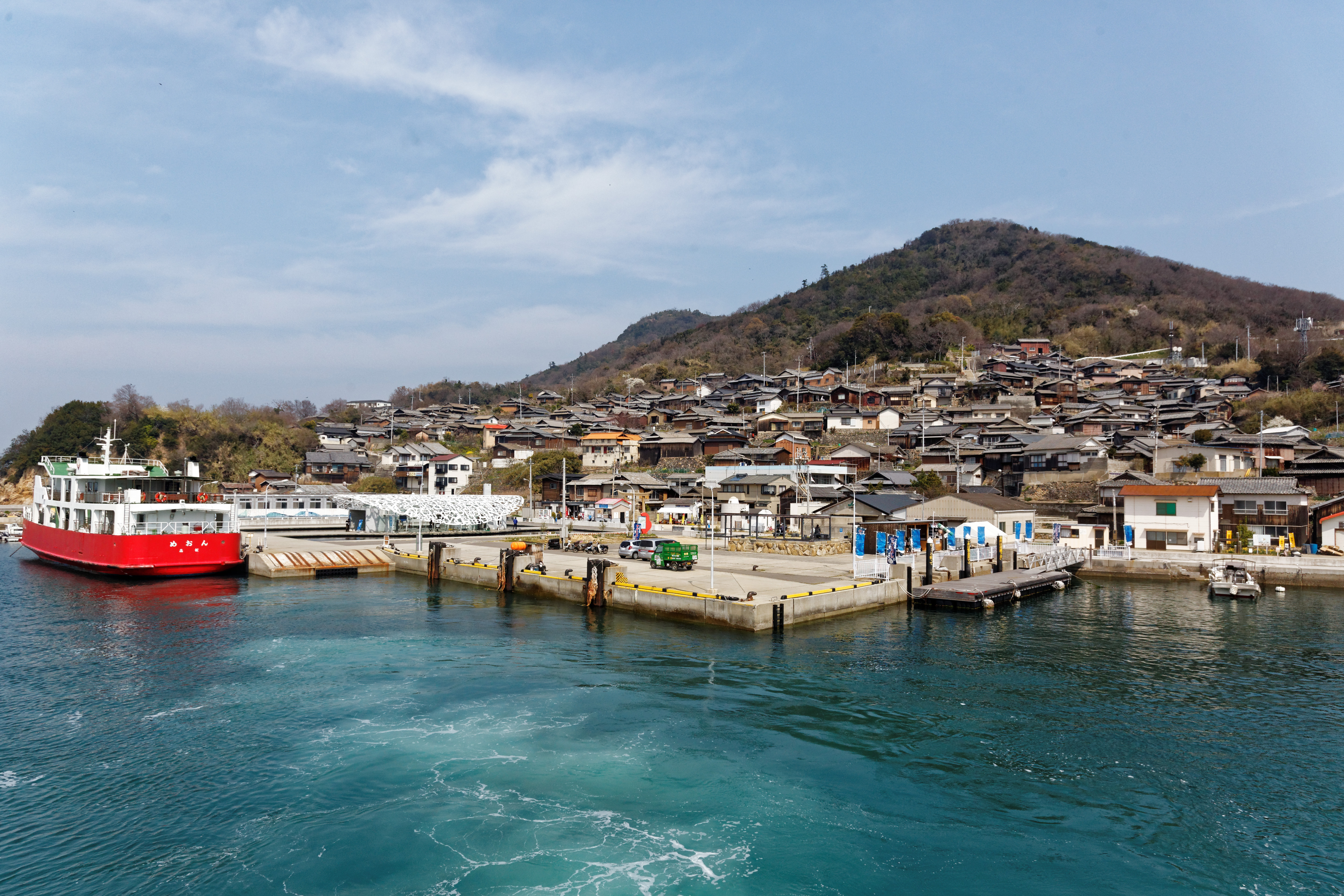
Blick auf den Hafen von Ogijima
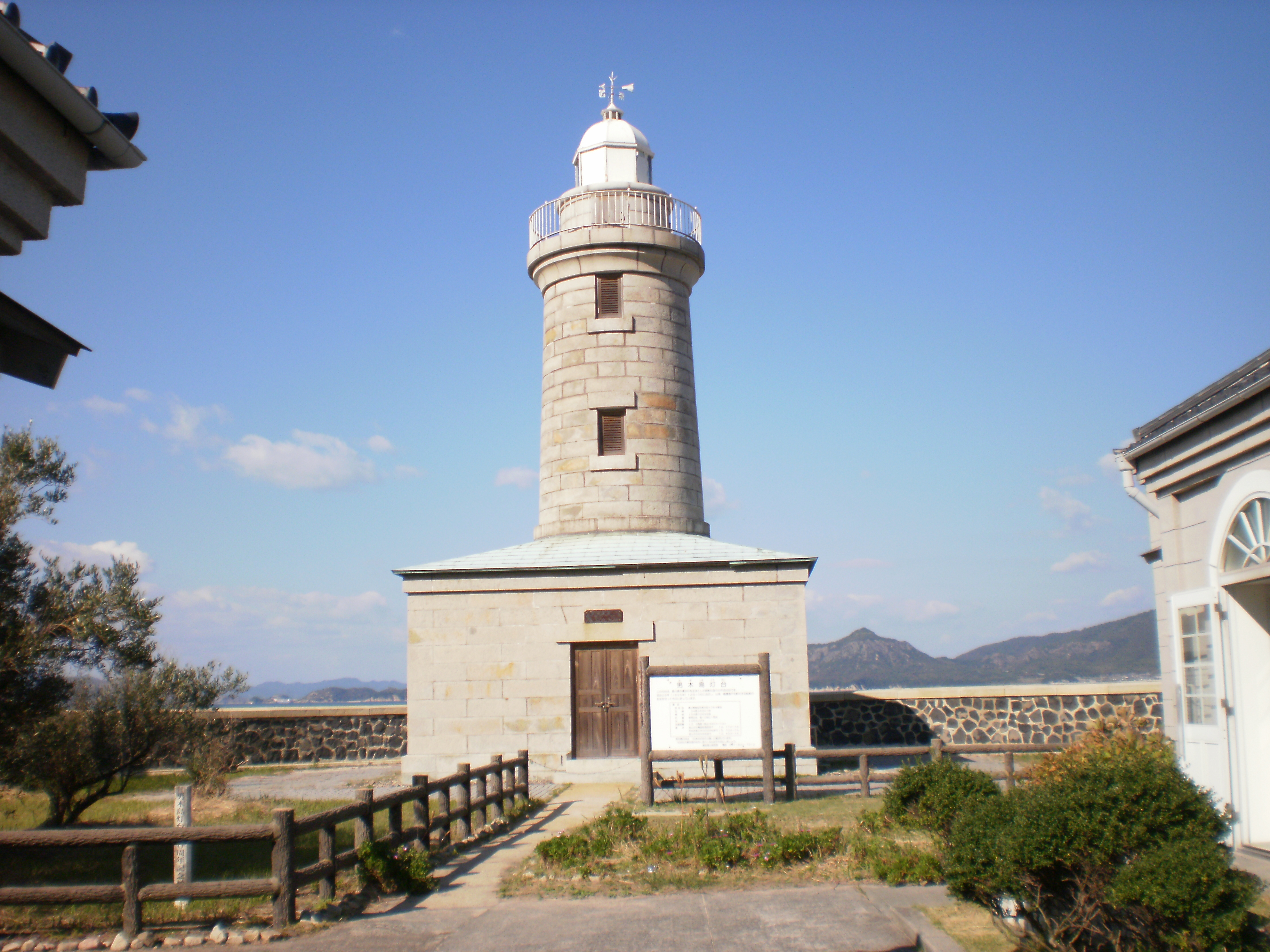
Ogijima-Leuchtturm
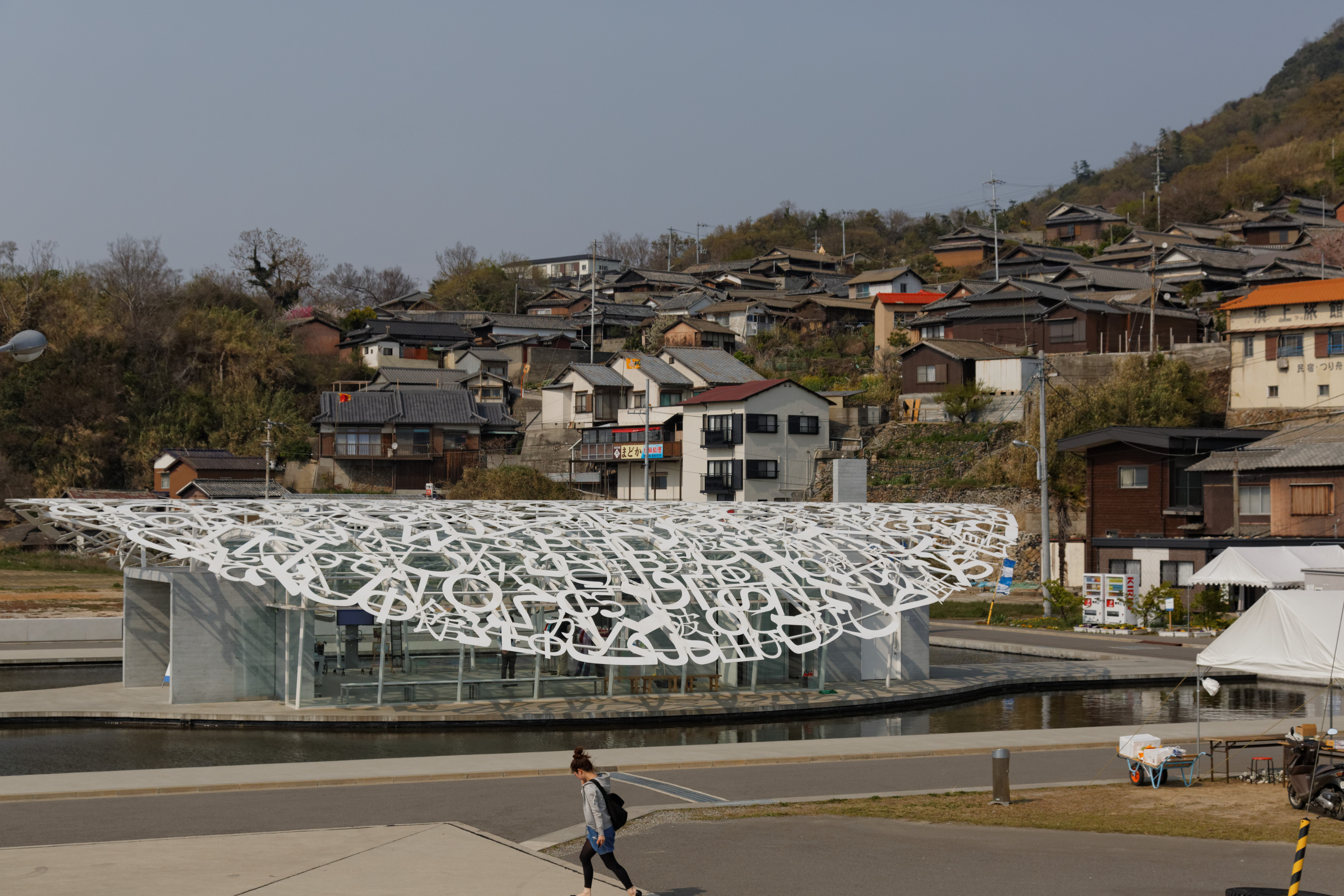
Installation "Ogijimas Seele"
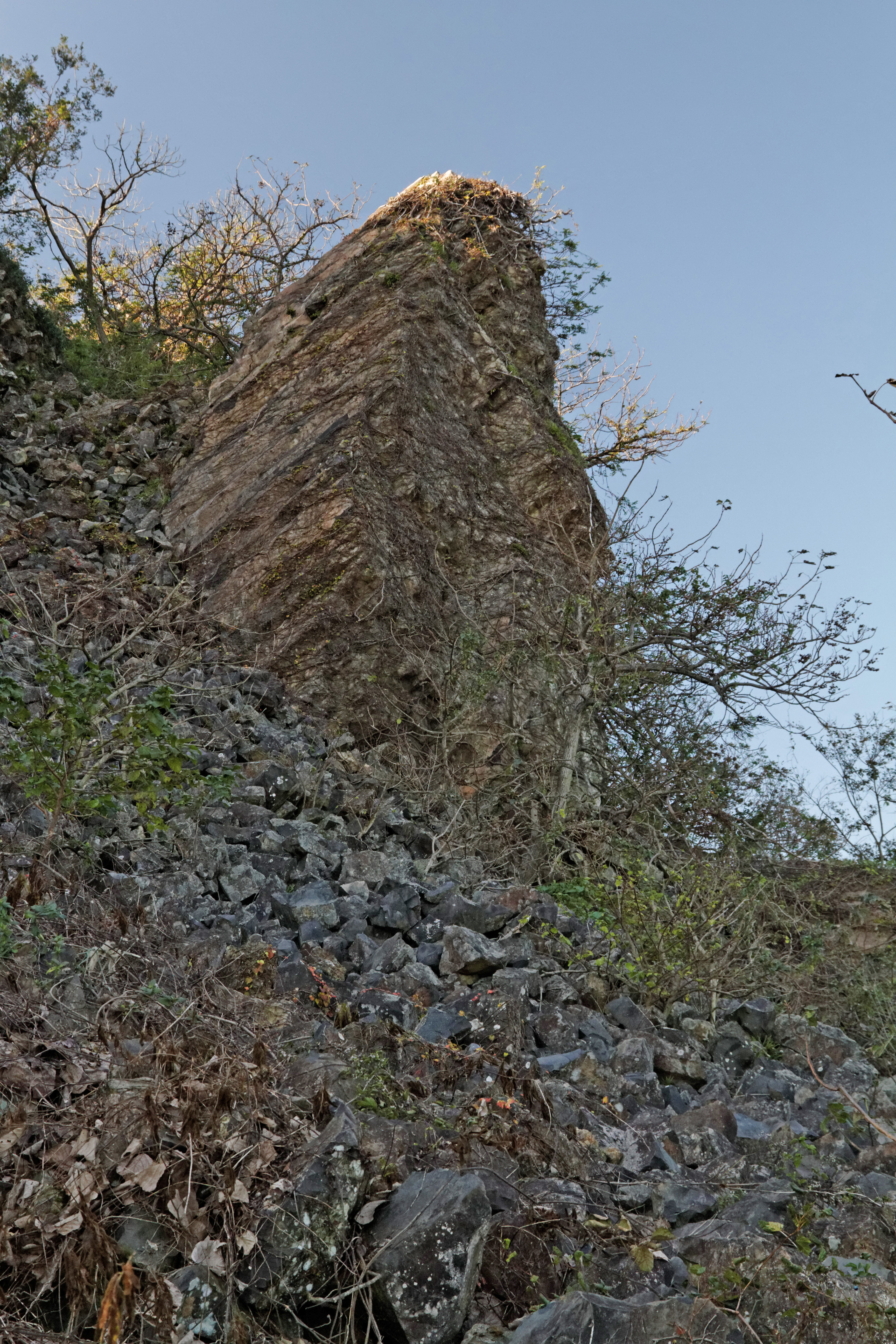
„Panzerfels“ – ein Naturdenkmal
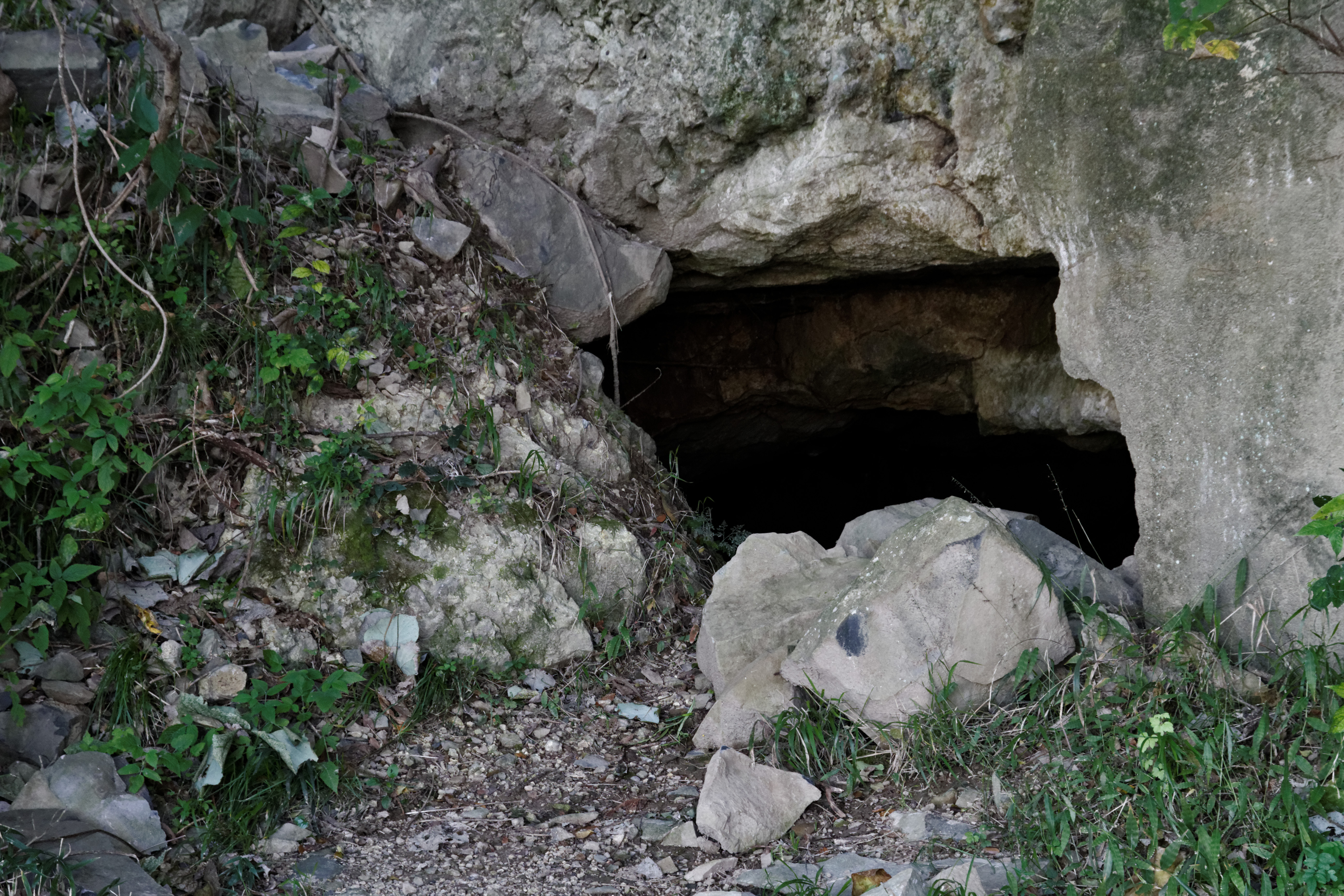
Jii-Höhle